# Рассоховатая (Харьковская область)
Рассоховатая (укр. Розсохувата) — село,
Россоховатский сельский совет,
Кегичёвский район,
Харьковская область, Украина.
Код КОАТУУ — 6323184504. Население по переписи 2001 года составляет 230 (119/111 м/ж) человек.
Является административным центром Россоховатского сельского совета, в который, кроме того, входит село
Крутояровка.

## Географическое положение
Село Рассоховатая находится на расстоянии в 1 км от реки Вшивая (правый берег), выше по течению на расстоянии в 3 км расположено село Антоновка, ниже по течению на расстоянии в 5 км расположено село Крутояровка, на противоположном берегу на расстоянии в 5 км расположен пгт Кегичёвка.

## Происхождение названия
Названа в честь пана Россохи, который основал село.
В некоторых документах село называют Россоховатое.
На территории Украины 2 населённых пункта с названием Рассоховатая.

## История
- 1785 — дата основания села, хотя первые хутора появились несколько раньше[источник не указан 5160 дней]

## Экономика
- ЧП «Агропрогресс»: Молочно-товарная ферма, машинно-тракторные мастерские.

## Объекты социальной сферы
- Школа (закрыта, в связи с малым количеством учеников. Теперь все учатся в с. Крутояровка (детсад,1-9 клас школа) и в Кегичёвке (10-11 клас).
- Клуб.

## Достопримечательности
- Братская могила советских воинов. Похоронено 24 воинов.